# 日本セーフネット
日本セーフネット (英: Nihon SafeNet K.K.) は、東京都港区に本社を置く日本の企業。

## 概要
米国SafeNet, Inc. の日本法人で、ネットワークやアプリケーションのセキュリティ製品の日本国内での販売・マーケティング・サポートを提供する会社。2001年に設立。

## 沿革
- 1983年 - Industrial Resource Engineering（IRE）として、2名のNSA出身者によって米国で設立。
- 2000年 - VPN製品でのアワード受賞後、その製品名から社名をSafeNet, Inc.に変更。
- 2002年 - オランダのSecurealink B.V、2003年にCylinkを買収
- 2004年 - Chrysalis-ITSとMykotronxを買収した Raionbow Technologies と合併。
- Datakey、DMDsecure、EracomTechnologiesとセキュリティに特化した企業買収を行い、製品ポートフォリオの拡充を進める。
- 2007年 - SafeNetはテクノロジ業界を専門とする資産20億ドルの非公開投資会社Vector Capitalの傘下に入る。
- 2008年 - SafeNetはIngrian Technologiesを買収、DataSecureを製品群に加える。
- 2009年 - Vector CapitalはAladdin Knowledge Systemsを買収、SafeNetと経営統合
- 2020年1月2日 - Thales DIS CPL Japan KK に変更

## 主な取扱製品
- 認証・アクセス制御製品 eToken,iKeyシリーズ等
- 暗号鍵管理・トランザクションの保護製品 Luna, KeySecureシリーズ等
- 広域イーサネット回線暗号化製品 HSEシリーズ等
- 保存されたデータの保護製品 ProtectVシリーズ等
- ソフトウェアセキュリティとライセンス製品 Sentinelシリーズ等

## 事業展開
- 世界25の地域に拠点を展開し、600人以上もの暗号化技術者を含む、約1,600人の従業員を抱えている。
- 世界100カ国で25,000以上の企業および政府をサポートしている。